# Islas Tavşan
Islas Tavşan o Islas Conejo (en turco: Tavşan adaları; también llamadas Islas Karayer o Karayer adaları) son un grupo de pequeñas islas deshabitadas de Turquía en el norte del mar Egeo. Están situadas a aproximadamente cuatro millas náuticas (7 km) de la costa continental de la provincia turca de Çanakkale, a seis millas (10 km) al norte de la isla de Ténedos (Bozcaada), y a ocho kilómetros al suroeste de la entrada al Estrecho de los Dardanelos. La mayor isla del grupo, llamado Tavsan Adasi o Isla Conejo propiamente dicha, tiene unos 2 km de largo y 600 m de ancho. Hacia el sur se encuentran tres pequeños islotes rocosos llamados Pırasa, Orak y Yilan.
Las Islas Conejo adquirieron cierta importancia política y estratégica en el siglo XX, debido a que sus aguas territoriales son importantes para el control de la entrada a los Dardanelos. 
Hoy en día las islas son un lugar popular para los amantes del buceo.

## Historia
Formaron parte del Imperio otomano, ocupadas por Grecia junto con Imbros y Tenedos en 1912. Se les reconoció como parte de Turquía en el Tratado de Lausana de 1923, donde se mencionan en el artículo 12º, junto con las cercanas islas más grandes de Tenedos e Imbros (Gökçeada), como las únicas islas del mar Egeo que se mantendrían en poder de Turquía.